# Hon Kwok City Center
Das Hon Kwok City Center (chinesisch 漢國城市商業中心 / 汉国城市商业中心, Pinyin Hànguó Chéngshì Shāngyè Zhōngxīn, kantonesisch Hon gwok Jung sām) ist ein Wolkenkratzer in der südchinesischen Stadt Shenzhen. Er wurde zwischen 2010 und 2017 errichtet und befindet sich an der Kreuzung zwischen Shennan-Boulevard (深南大道) und Fuming-Straße (福明路) im Stadtteil Futian.
Der Komplex nimmt eine Grundfläche von 7.844,9 Quadratmetern ein. Er umfasst einen Sockel mit sechs oberirdischen und fünf unterirdischen Etagen und einen Büro- und Wohnturm mit 75 Etagen. Das Gebäude hat eine Nutzhöhe von 302,2 Metern, die Gesamthöhe beträgt 329,4 Meter. Insgesamt wurden 171.179,6 Quadratmeter Nutzfläche geschaffen, wovon 17.293,6 Quadratmeter auf Geschäftsflächen, 18.828 auf Büroflächen und 84.657 Quadratmeter auf Wohnflächen entfallen.
Der ursprüngliche Plan sah eine Bauzeit von vier Jahren zwischen Dezember 2008 und Dezember 2012 sowie Projektkosten von 680 Millionen Yuan vor.